# La Vit
La Vit (en francès Lavit) és un municipi francès situat al departament de Tarn i Garona i a la regió d'Occitània.

## Demografia
| 1962                                       | 1968  | 1975  | 1982  | 1990  | 1999  | 2007  |
| ------------------------------------------ | ----- | ----- | ----- | ----- | ----- | ----- |
| 1.077                                      | 1.078 | 1.263 | 1.432 | 1.612 | 1.570 | 1.534 |
| Des de 1962: població sense dobles comptes |       |       |       |       |       |       |

## Administració
| Període | Identitat         | Partit        |
| ------- | ----------------- | ------------- |
| 1995-   | Francis Garrigues | Divers droite |